# 奧盧湖

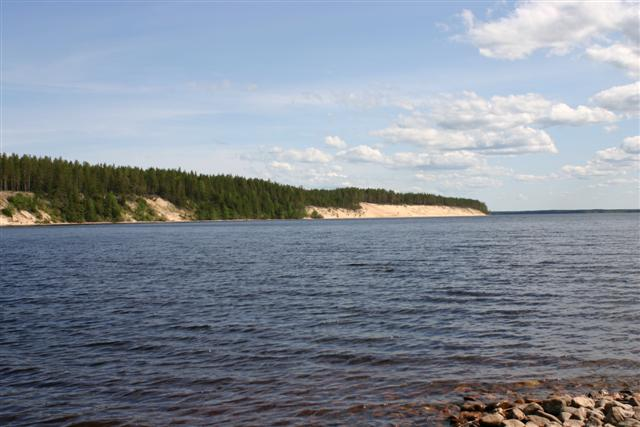
奧盧湖中的埃尔耶岛

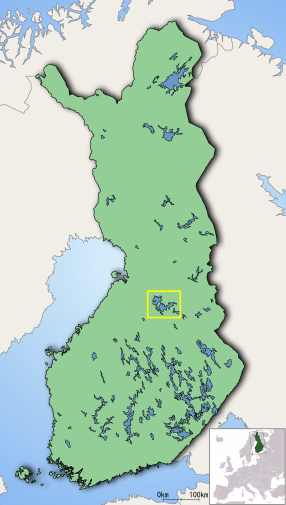
奧盧湖在芬兰的位置

奧盧湖（芬蘭語：Oulujärvi）是芬蘭凱努區的湖泊，面積887.09平方公里，是該國第五大湖泊，海拔高度122.7米，平均水深7.6米，最大水深35米，湖水經奧盧河流出至波的尼亞灣。因为面积大的缘故，该湖有“凯努海”之昵称。该湖位于瓦拉、帕尔塔莫和卡亚尼三个市镇的交界处。湖面的40%位于瓦拉市镇境内。

## 外部連結
- Visit Kajaani-Oulujärvi （页面存档备份，存于） （芬蘭語和英語）

64°20′N 027°15′E / 64.333°N 27.250°E